# Piesendorf
Piesendorf ist eine Gemeinde im Salzburger Land im Bezirk Zell am See in Österreich mit 3863 Einwohnern (Stand 1. Jänner 2024). Der Ort liegt in den Kitzbüheler Alpen.

## Geografie

### Lage
Die Gemeinde liegt im Pinzgau an der Salzach am Fuß der Schmittenhöhe (1965 m). Direkt gegenüber befinden sich das Kitzsteinhorn (3203 m) und Österreichs höchster Berg, der Großglockner (3798 m).
Beinahe die Hälfte der Fläche von fünfzig Quadratkilometer ist bewaldet, ein Viertel ist landwirtschaftliche Nutzfläche und fünfzehn Prozent sind Almen.

### Gemeindegliederung
Das Gemeindegebiet umfasst vier Ortschaften (in Klammern Einwohnerzahl Stand 1. Jänner 2024):
- Aufhausen (564) mit dem Dorf Fürth
- Hummersdorf (141)
- Piesendorf (2143) mit dem Dorf Friedensbach
- Walchen (1015)

Die Gemeinde besteht aus den Katastralgemeinden Aufhausen, Humersdorf, Piesendorf und Walchen.

### Nachbargemeinden
| Saalbach-Hinterglemm | Viehhofen                                   | Zell am See |
| Niedernsill          | Kompassrose, die auf Nachbargemeinden zeigt |             |
|                      |                                             | Kaprun      |

## Geschichte
Erstmals urkundlich erwähnt wurde Piesendorf 1147 als „Puesendorf“. Diese Bezeichnung leitet sich vom romanischen Priester Boso ab. Man weiß von ersten Besiedelungen rund um den Nagelköpfl um ca. 1500 v. Chr. Im Zusammenhang mit der ersten urkundlichen Erwähnung spielte Friedrich von Walchen, der auch Erzbischof von Salzburg war, eine bedeutende Rolle. 1160 erfolgte der Bau der ersten Walcher Burg. 1816 kam das bis 1803 selbstständige Erzstift Salzburg und mit ihm Piesendorf zu Österreich und wurde bis 1848 von Linz verwaltet. Nach der Revolution 1848 kam es zur Aufhebung des Untertanenverhältnisses der Bauern zu den Grundherren und 1850 zur Gründung der Gemeinde Piesendorf. Zuvor war der Bauernstand geknechtet und musste einen großen Teil des Ertrags an die Grundherren abliefern.
Der erste Bürgermeister Piesendorfs wurde 1860 gewählt. 1869 wurden bereits 1352 Einwohner gezählt. Die erste eigene Schule wurde 1880 erbaut, vorher wurde im Mesnerhaus unterrichtet.
Bis 1900 standen in Piesendorf 124 Gebäude. 1970 nahm die Entwicklung einen rasanten Fortschritt, so dass 2002 bereits 1200 Gebäude entstanden waren.
In der NS-Zeit bestanden im Ortsteil Aufhausen Baracken des Dachauer KZ-Außenlagers Fischhorn.

### Bevölkerungsentwicklung
- Die Gemeinde Piesendorf wuchs im Gegensatz zu vielen anderen Gemeinden auch nach der Jahrtausendwende weiter. Dies ist darauf zurückzuführen, dass sowohl die Geburtenbilanz als auch die Wanderungsbilanz positiv sind.[3]

## Kultur und Sehenswürdigkeiten
- Burg Walchen

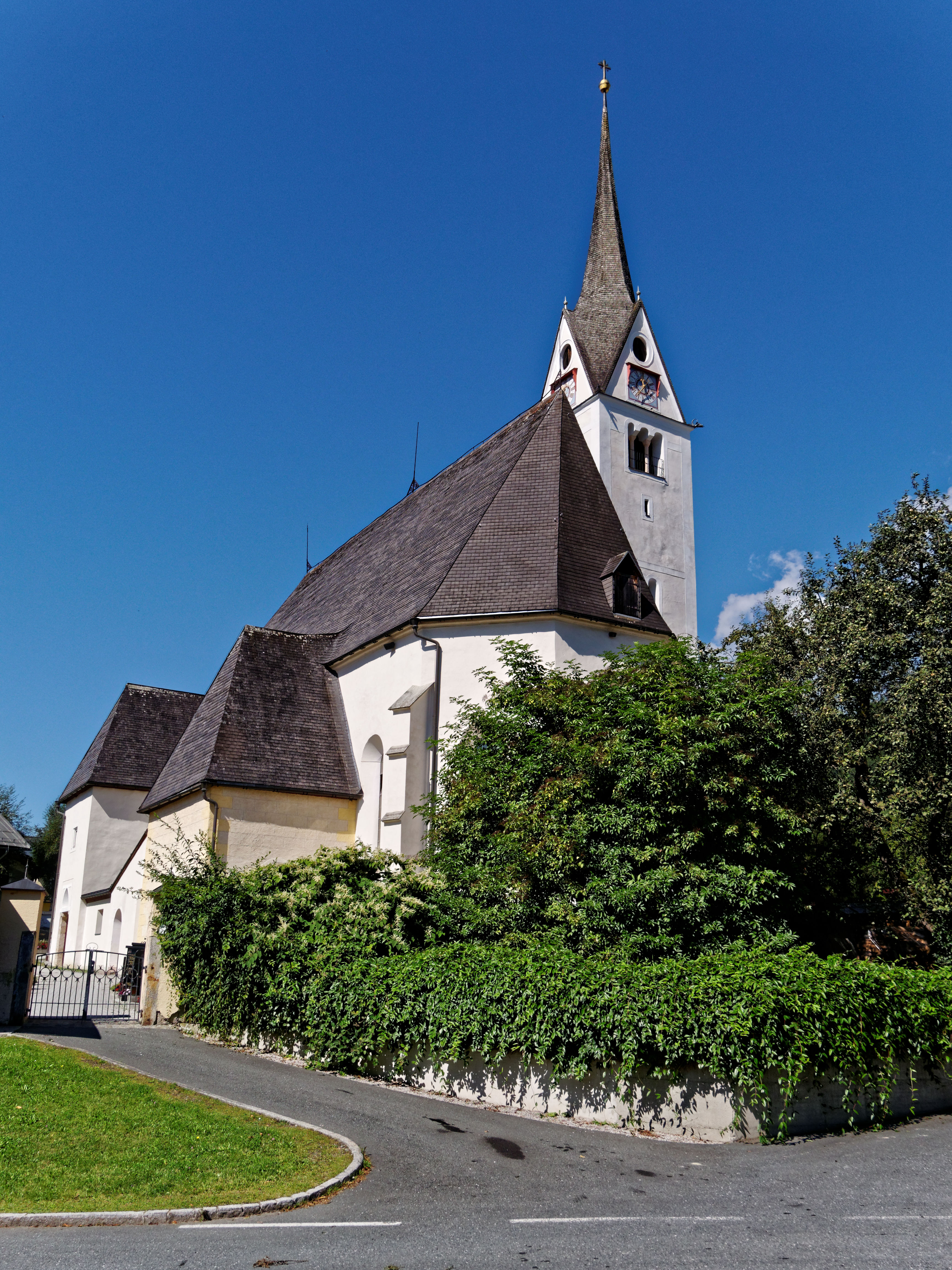
Pfarrkirche Piesendorf

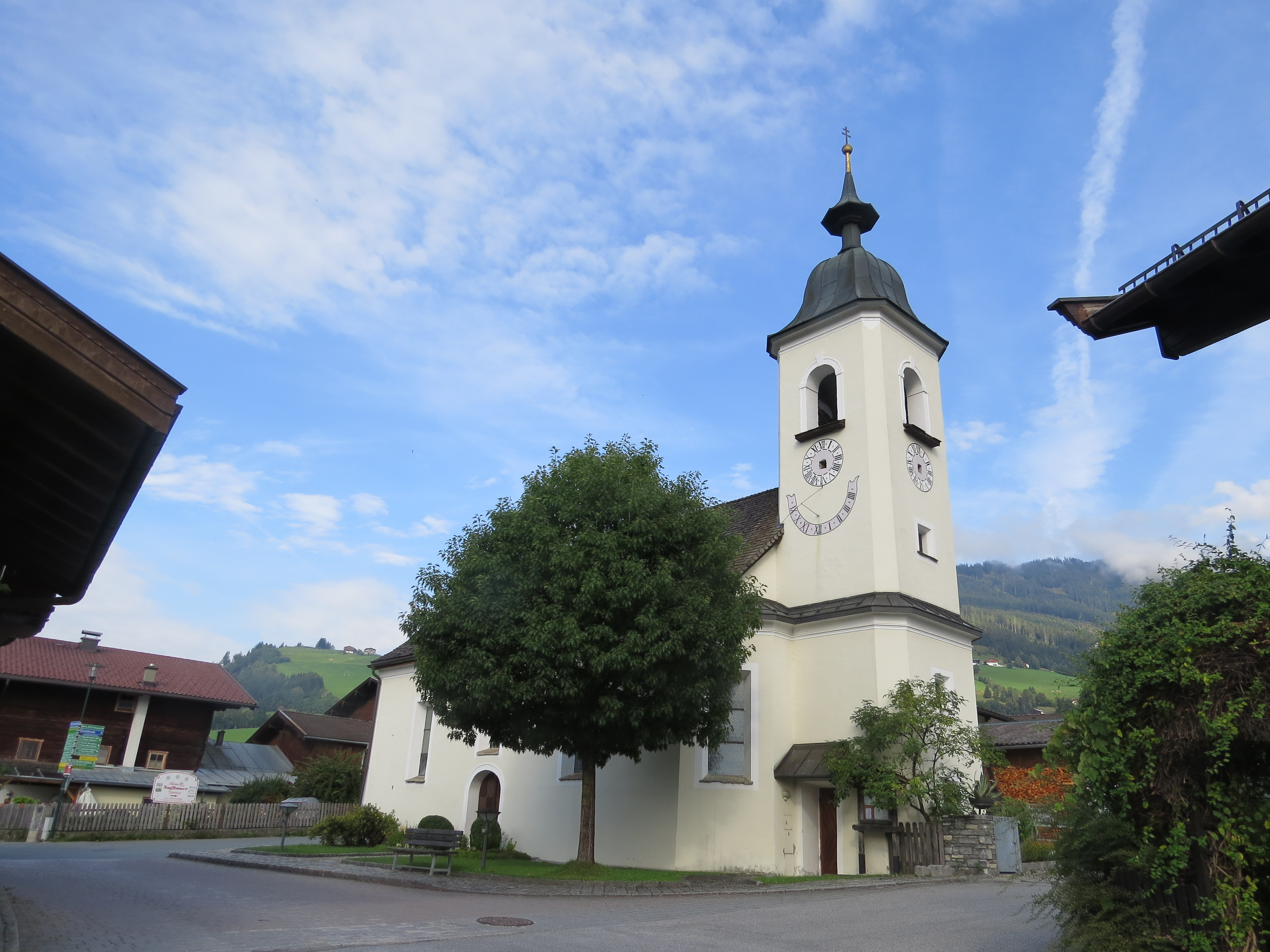
Filialkirche Walchen

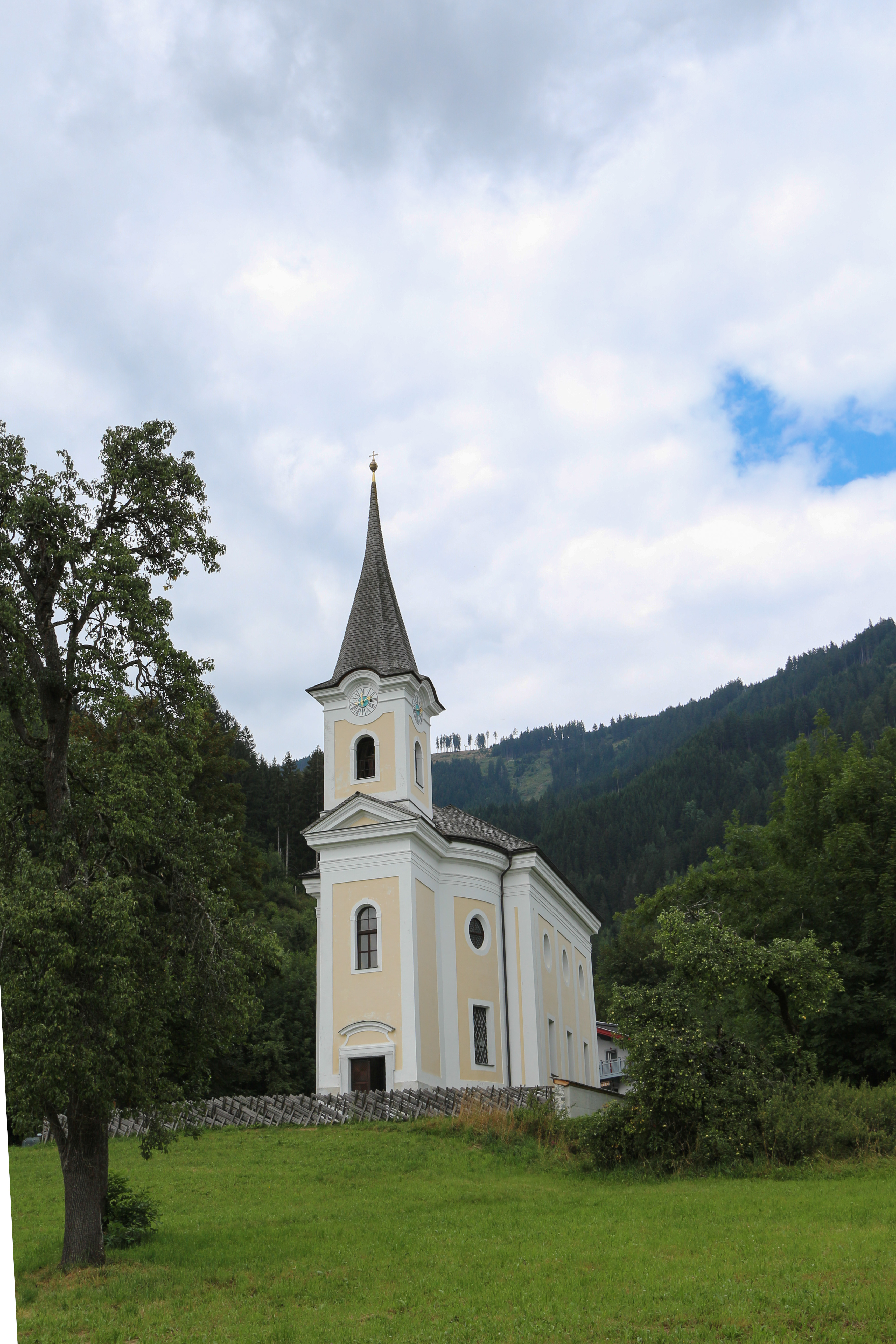
Filialkirche Aufhausen

- Katholische Pfarrkirche Piesendorf hl. Laurentius
- Filialkirche Walchen aus dem 13. Jh.
- Filialkirche St. Leonhard in Aufhausen von 1716

## Wirtschaft und Infrastruktur

### Wirtschaftssektoren
Von den 1200 Arbeitsplätzen entfallen 100 auf die Landwirtschaft, 700 auf den Produktionssektor und 400 auf Dienstleistungen. Zwei Drittel der Erwerbstätigen des Produktionssektors arbeiten mit der Herstellung von Waren, ein Drittel im Baugewerbe. Der größte Arbeitgeber im Dienstleistungssektor sind die sozialen und öffentlichen Dienste (100), gefolgt von Beherbergung und Gastronomie (90) und Handel (80, Stand 2011).

### Unternehmen
- SENOPLAST KLEPSCH & Co. GmbH: Eines der bedeutendsten Unternehmen in Piesendorf, welches international operiert und in Piesendorf seinen Geschäftssitz hat.
- Dachbau GmbH Fassade: Sie zählt zu den größten Dachdeckern und Fassadenbauern in ganz Österreich.

### Verkehr
- Bahn: Der Ort ist durch die Pinzgauer Lokalbahn erreichbar.
- Straße: Die B 168 führt durch den Ort.

## Politik

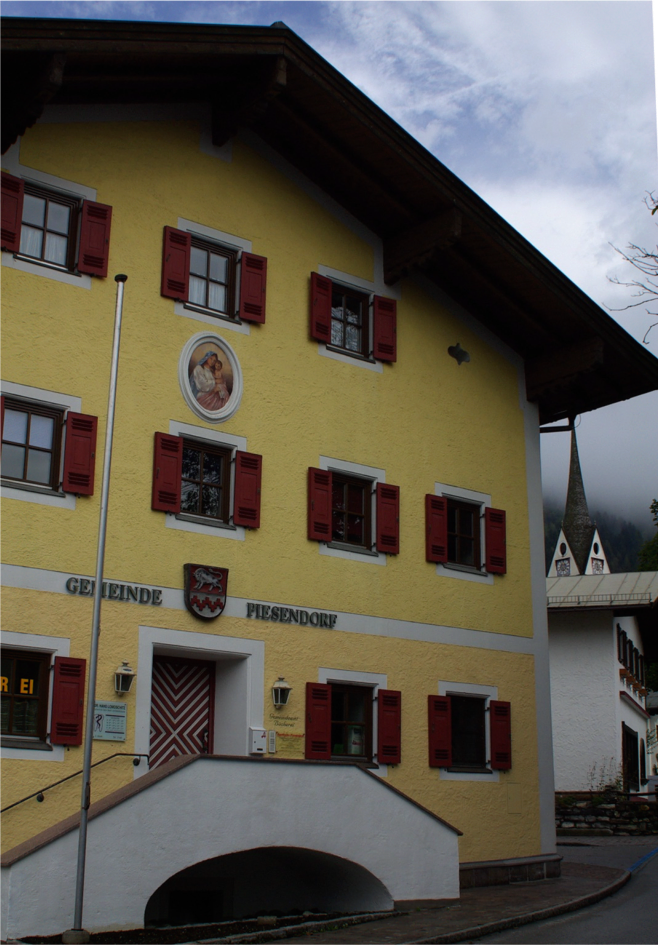
Gemeindeamt

### Gemeinderat
| Gemeinderatswahl 2024Wahlbeteiligung: 67,4 % 706050403020100 66,7 % (+3,7 %p)18,6 % (+7,1 %p)14,6 % (−2,6 %p)n. k. % (−8,3 %p) ÖVPFPÖSPÖIDP20192024 |

Die Gemeindevertretung hat insgesamt 21 Mitglieder.
- Mit den Gemeindevertretungs- und Bürgermeisterwahlen in Salzburg 2004 hatte die Gemeindevertretung folgende Verteilung: 11 ÖVP, 6 FPÖ und 4 SPÖ.
- Mit den Gemeindevertretungs- und Bürgermeisterwahlen in Salzburg 2009 hatte die Gemeindevertretung folgende Verteilung: 12 ÖVP, 5 UPFWP, 2 SPÖ und 2 FPÖ.[5]
- Mit den Gemeindevertretungs- und Bürgermeisterwahlen in Salzburg 2014 hatte die Gemeindevertretung folgende Verteilung: 11 ÖVP, 3 SPÖ, 3 FPÖ, 2 UP und 2 IDP.[6]
- Mit den Gemeindevertretungs- und Bürgermeisterwahlen in Salzburg 2019 hatte die Gemeindevertretung folgende Verteilung: 14 ÖVP, 4 SPÖ, 2 FPÖ und 1 IDP.[7]
- Mit den Gemeindevertretungs- und Bürgermeisterwahlen in Salzburg 2024 hat die Gemeindevertretung folgende Verteilung: 14 ÖVP, 4 FPÖ und 3 SPÖ.[8]

### Bürgermeister
- 1925–1938 Johann Kapeller[9]
- 1938–1945
- 1945 Johann Kapeller (ÖVP)[10]
- 1945–1949 Anton Brennsteiner (ÖVP)[11]
- 1949–1977 Josef Bernsteiner (ÖVP)[12]
- 1977–1998 Peter Junger (ÖVP)[13]
- 1998–2024 Johann Warter (ÖVP)[14]
- seit 2024 Bernhard Auernigg (ÖVP)[15]

### Wappen
Das Wappen der Gemeinde ist: In geteiltem Schild oben in Rot ein stehender silberner Stier mit gesenktem Kopf in Angriffstellung, der die Stärke der Walcher zeigen soll, unten in Silber ein roter Wechselstufenbalken, der die Zinnen auf der einstigen großen Walcher Burg darstellen soll.

## Persönlichkeiten

### Söhne und Töchter der Gemeinde
- Anton Brennsteiner (1930–2014), Hauptschuldirektor und Politiker (SPÖ)
- Alfred Eder (* 1953), Biathlet und -trainer, Weltmeisterschafts-Dritter
- Siegfried Hetz (* 1954), Journalist und Autor
- Christian Fürstaller (* 1964), Fußballspieler, fünffacher Nationalspieler
- Siegfried Voglreiter (* 1969), Skirennläufer

### Personen mit Bezug zur Gemeinde
- Ferdinand Piëch (1937–2019), Manager und Großaktionär der Porsche Automobil Holding SE, Vorstandsvorsitzender und Aufsichtsratsvorsitzender der Volkswagen AG; wurde in Piesendorf begraben
- Sieglinde Bräuer (1942–2012), österreichisch-deutsche Skirennläuferin; führte eine Pension in Piesendorf und verstarb dort 2012
- Aloisia Fischer (* 1954), Politikerin (ÖVP); besuchte die Volksschule in Piesendorf
- Mihael Rajić (* 1984), österreichisch-kroatischer Fußballspieler; wuchs in Piesendorf auf und begann beim USK Piesendorf mit dem Fußballspielen